# Roger Machado Marques
Roger Machado Marques, född 25 april 1975, är en brasiliansk tidigare fotbollsspelare.
Roger Machado Marques spelade en landskamp för det brasilianska landslaget. Han deltog bland annat i Copa América 2001.